# Pays de Manosque
Le pays de Manosque est une région naturelle de France située en Provence. 

## Situation
Le pays de Manosque est entouré des régions naturelles suivantes : 